# Café cassé
Le café cassé (darija : qahwah mharssa ou en arabe : قهوة مهرسة) est une préparation de café marocaine, où une petite quantité de lait est ajoutée à un café court. Ce café se sert dans un petit verre.